# Geckpfahl
Als Geckpfahl bezeichnet man einen Giebelschmuck in Form eines senkrechten, verzierten Holzbalkens am oberen Ende des Giebels eines Fachwerkhauses.
Diese besondere Form des Giebelschmucks findet sich vor allem in Westfalen und dort insbesondere im Ravensberger Land an vielen Hallenhäusern, während man im angrenzenden Niedersachsen an Hallenhäusern häufiger die gekreuzten Pferdeköpfe antrifft. In anderen Gegenden Deutschlands finden sich ähnliche Giebelpfähle. Sie werden dort auch als Giebelpfahl, Firstpfahl, Firstspitze, Husbrand, Geck, Brandstang, Bram oder Brant, im Wendland auch als Wendenknüppel bezeichnet. Neben ihrer rein ornamentalen Bedeutung sollten all diese Giebelabschlüsse Schaden vom Haus abhalten, siehe auch Neidkopf. Es wird gemutmaßt, dass die Form des Geckpfahls auf die Irminsul zurückgeht, deren Standort in Ostwestfalen vermutet wird.